# Хой, Карстен
Карстен Хой (дат. Carsten Høi; род. 16 января 1957, Копенгаген) — датский шахматист, гроссмейстер (2001).
Трёхкратный чемпион Дании (1978, 1986 и 1992).
Многократный участник различных соревнований в составе национальной сборной по шахматам:
- 5 Олимпиад (1978—1980, 1988, 1992 и 1996).
- 2 командных чемпионата Европы (1983 и 1992).
- 2 командных чемпионатов Европейского экономического сообщества (1978—1980). В 1980 году сборная Дании выиграла бронзовые медали.

## Изменения рейтинга
| Графики недоступны из-за технических проблем. См. информацию на Фабрикаторе и на mediawiki.org. |